# ものみの塔
ものみの塔（ものみのとう、英語 ：The Watchtower）は、エホバの証人によって月に1回発行されている機関誌である。
「ものみの塔」は新世界訳聖書のイザヤ21章8節に由来している。現在の正式名称は『エホバの王国を告げ知らせる ものみの塔 (The Watchtower Announcing Jehovah's Kingdom)』と言う。本誌の目的は、宇宙の至高の支配者であるエホバ神を賛美し、近い将来に地上に確立される世界政府（神の王国）を宣伝することである。創刊当初から常にイエス・キリストの贖いを支持し続けて来た。
奇数月発行の一般用はエホバの証人の手により、広く一般に配布されている。一方月１回発行の研究版は、集会と呼ばれる信者の集まりでの討議のテキストとして使われる。研究版は原則的に一般には配布されない。

## 歴史

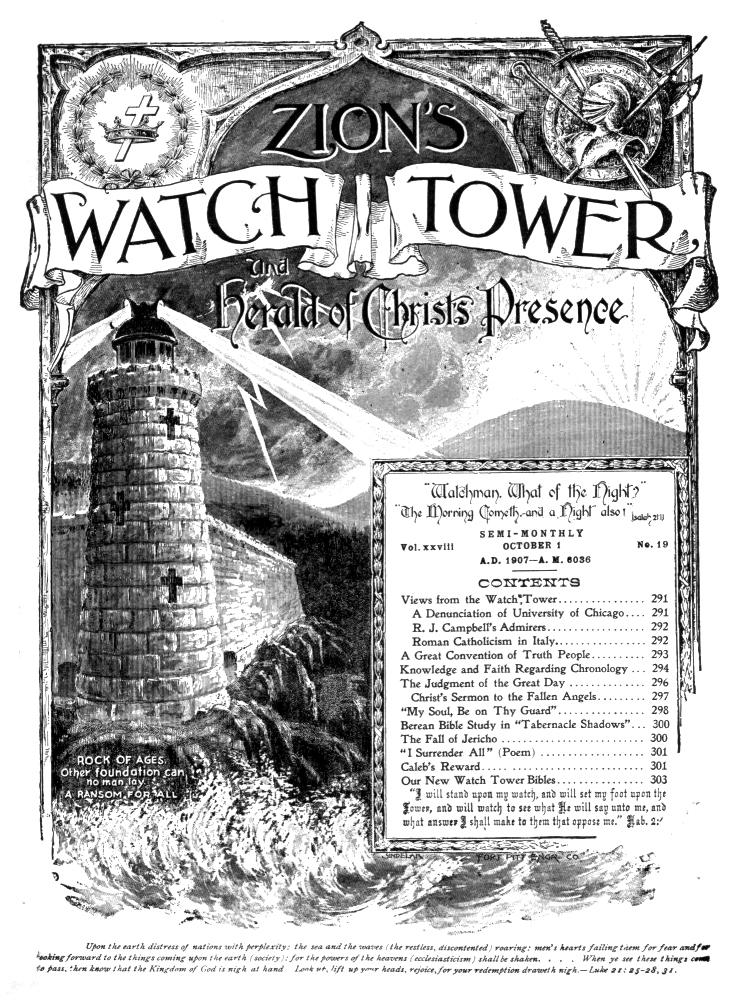
1879年にC・T・ラッセルが創刊した『シオンのものみの塔およびキリストの臨在の告知者 (Zion's Watch Tower and Herald of Christ's Presence)』

この出版物はチャールズ・テイズ・ラッセルにより1879年に創刊された。正式名称は当初『シオンのものみの塔およびキリストの臨在の告知者 (Zion's Watch Tower and Herald of Christ's Presence)』であった。1909年に『ものみの塔およびキリストの臨在の告知者 (The Watch Tower and Herald of Christ's Presence)』に改名された。1939年10月には『ものみの塔およびキリストの臨在の告知者 (The Watchtower and Herald of Christ's Presence)』に、1940年3月には『エホバの御国を知らせる ものみの塔』へと改名され、1970年代から現在まで正式名称は『エホバの王国を告げ知らせる ものみの塔』である。

## 発行・配布
『ものみの塔』誌は(2017年2月1日号によると)平均印刷部数が6,165万部で、297言語で発行されている。このうち130以上の言語で同時発行されている。
この雑誌の各1日号はエホバの証人が配布している。彼らは配布活動を公共の奉仕だと考えている。彼らは、通常家から家の奉仕でこの雑誌を提供するが、公共の場所で人々に近づいたり、医師、教育関係者、政治家、知人に非公式に近づいて配布したりすることもある。『ものみの塔』誌は、読み物としてバスターミナルやコインランドリー等の、公共の場所に置かれていることもある。しかし、ただポストに投函したり、公共の場所に大量に放置したりしないよう、ものみの塔協会から勧められている。
一般向け「ものみの塔」は、2015年まで毎月発行されていたが、2016年から隔月刊となっている。
更に2017年の年次総会で2018年より4カ月に1回発行(年に3回）と決定された。（協会からの2017/10/7付けの英語圏会衆の長老および巡回監督宛の手紙に記載）

## 雑誌の複製版
日本語では大文字版、点字版、オンラインMP3版、オンラインPDF版が入手可能である。

## 料金
『ものみの塔』誌は、姉妹誌の『目ざめよ!』と共に、現在は無償で配布されている。雑誌の発行にかかる費用は自発的な寄付金を主たる財源としている。
かつては2冊150円だったが、1990年から「わたしたちは，多くの人のように神の言葉を売り歩く者ではなく，誠実さから出た者，そうです，神から遣わされた者として，神の見ておられるところで，キリストと共に語っているのです」。（コリント第二2章17節、新世界訳聖書）という使徒パウロの言葉に基づき無料となった。